# Potter (Nowy Jork)
Potter – miasto w Stanach Zjednoczonych, w stanie Nowy Jork, w hrabstwie Yates.